# Edifici al carrer El Camí 1 d'Alcoi

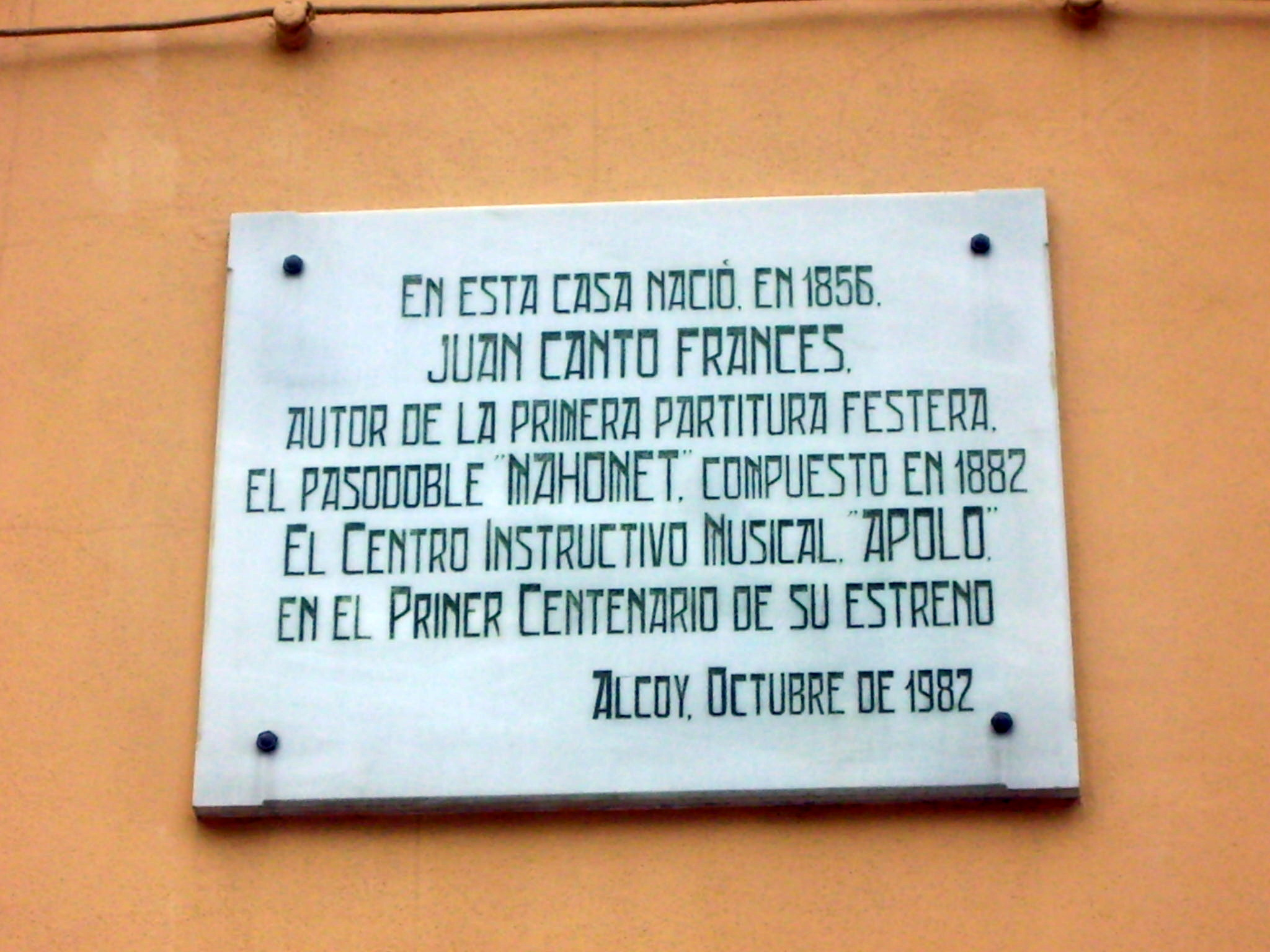
Placa commemorativa casa natalícia de Joan Cantó i Francés.

L'edifici al carrer El Camí 1, situat a la ciutat d'Alcoi (l'Alcoià), País Valencià, és un edifici residencial d'estil modernista valencià construït l'any 1907, que va ser projectat per l'arquitecte Timoteo Briet Montaud.
L'edifici va ser realitzat per l'arquitecte contestano Timoteo Briet Montaud en 1907. Fa xamfrà amb el carrer Sant Nicolau i té vistes a la part final del parc de la Glorieta d'Alcoi. Consta de planta baixa i tres altures. A l'edifici destaca la decoració d'estil modernista del corrent austríac Sezession, típica en totes les obres modernistes de l'arquitecte.
En la planta baixa destaquen les portes d'estil modernista treballades en fusta. En la primera i segona altura es troben balconades amb forja de ferro amb una mínima decoració floral. En la primera i tercera altura, així com en la rematada de l'edifici s'aprecia ornamentació de tipus geomètric d'estil típicament Sezession.
L'edifici és la casa natal del compositor alcoià Joan Cantó i Francés. En 1982 es va col·locar en la planta baixa una placa commemorativa que recorda el seu naixement a la casa l'any 1856.